# Saint-Août
 Saint-Août  es una población y comuna francesa, en la región de  Centro, departamento de Indre, en el distrito de La Châtre y cantón de La Châtre.

## Demografía
| 1162 | 1062 | 891 | 780 | 786 | 814 |
| Para los censos de 1962 a 1999 la población legal corresponde a la población sin duplicidades (Fuente: INSEE [Consultar]) |      |     |     |     |     |